# アサヒグループ大山崎山荘美術館
アサヒグループ大山崎山荘美術館（アサヒグループおおやまざきさんそうびじゅつかん）は、京都府乙訓郡大山崎町にある京都府の登録博物館。
運営は公益財団法人アサヒグループ芸術文化財団。大阪府と京都府の境にある天王山の山腹に位置する。

## 概説

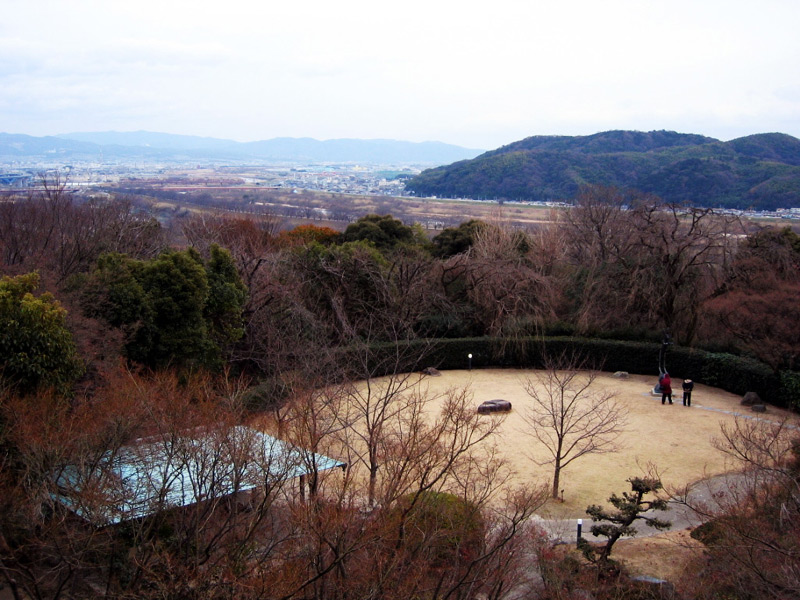
山荘テラスから三川合流を望む

実業家・加賀正太郎が昭和時代初期に建物の他、庭園や道路、家具、調度品なども含めて自ら設計、デザインして建てた英国風の山荘の建物を復元整備し、1996年（平成8年）に美術館として開館した。
美術館のコレクションの中核は、朝日麦酒株式会社（現・アサヒグループホールディングス）の創業者として知られる関西の実業家・山本為三郎の収集したコレクションである。山本は大正から昭和初期に柳宗悦らが提唱した「民藝運動」の賛同者であり支援者でもある。当美術館には民藝運動にかかわる河井寛次郎、バーナード・リーチ、濱田庄司、富本憲吉、棟方志功および芹沢銈介といった作家たちとの交流の中で収集された作品が展示されている。陶磁器・染織・絵画などの作品や、彼らにインスピレーションを与えた朝鮮王朝時代の古陶磁、イギリスのスリップウェアなどの古陶磁といった、生活用品でもあった美術品がおさめられているが、これらは山本自身が日常親しく愛用したものばかりである。ほかにも、クロード・モネの絵画『睡蓮』連作を複数所有するほか、モーリス・ド・ヴラマンク、アメデオ・モディリアーニ、パウル・クレー、イサム・ノグチ、アルベルト・ジャコメッティ、ヘンリー・ムーアなど、第二次世界大戦前後の近現代美術も展示されている。
建物は加賀正太郎が昭和初期の1932年（昭和7年）に完成させた三階建てのイギリス・チューダー様式の山荘である本館と、それとは別に隣接して地下に作られた安藤忠雄設計の地中館（「地中の宝石箱」）、同じく安藤忠雄設計の山手館（「夢の箱」、2012年開館）からなる。山荘は戦後、加賀正太郎の没後に所有者が変わってから荒廃し、取り壊して高層マンションを建設する計画があったが、保存運動が高まり1996年に私立美術館として再生された。
2023年（令和5年）7月1日にアサヒビール大山崎山荘美術館から館名を変更した。

## 沿革

### 大山崎山荘

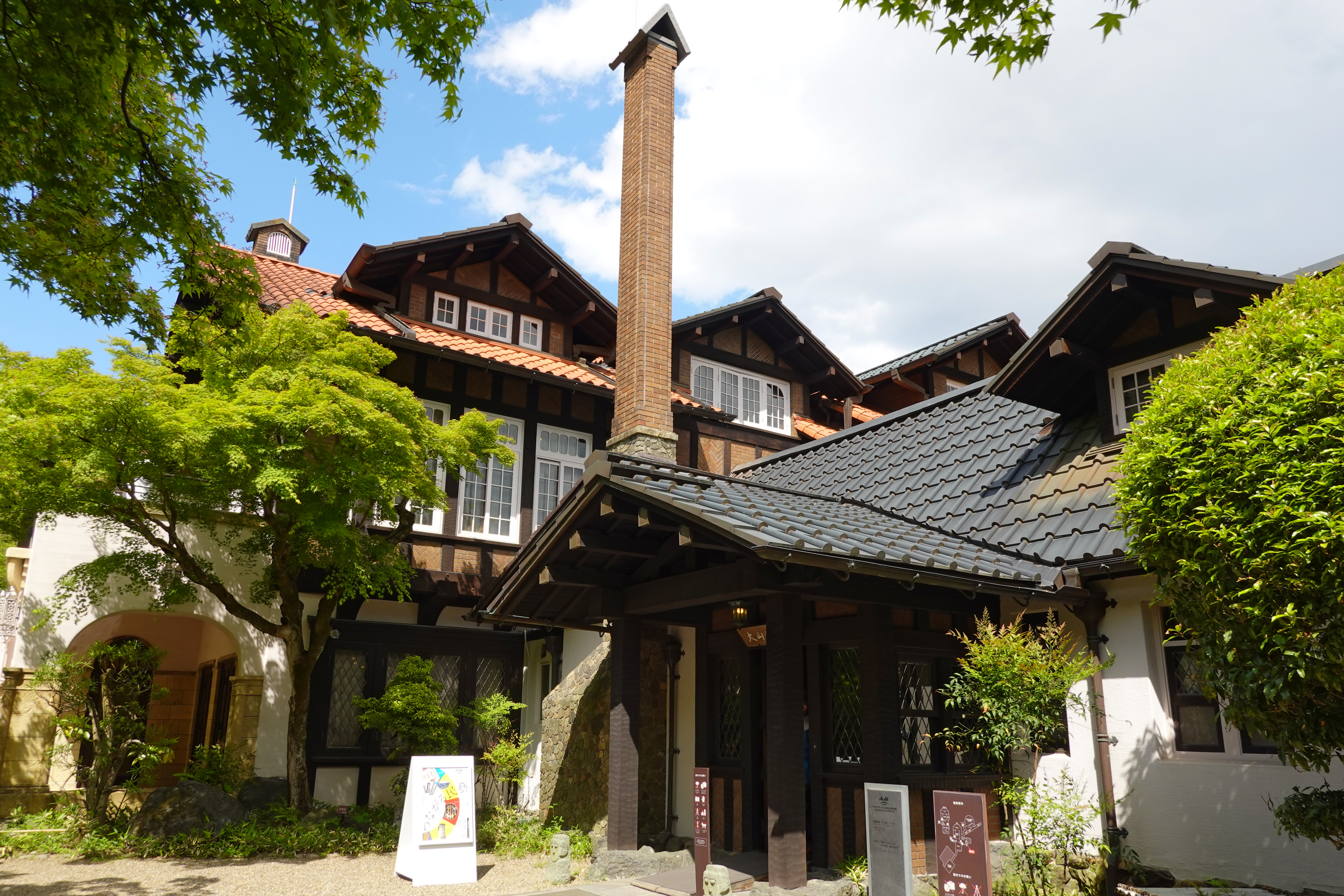
山荘本館玄関

大山崎山荘は実業家加賀正太郎によって建てられた。1888年、大阪船場の株相場師の息子として生まれた彼は、現在の一橋大学を卒業するとイギリスを中心に欧州へ遊学し、アルプスの山々に登頂した日本人のさきがけとなった。日本帰国後は証券会社（加賀証券）を設立したほか、1934年には壽屋（現・サントリーホールディングス）で山崎蒸溜所を立ち上げ、契約期間満了後に自らの理想とする独自でウイスキー製造に乗り出した竹鶴政孝を支援して大日本果汁（現・ニッカウヰスキー）創立に参加するなど、イギリスから持ち帰ったモダンな生活様式を日本に定着させようとした。
彼は天王山山麓の淀川の流れを見下ろすこの場所に、テムズ川を見下ろすウィンザー城の風景を重ねあわせ、ここに山荘を作りたいと考えた。建物、庭園、道路などを自ら設計し、1912年に建設に着手、1915年には最初の木造の望楼「白雲楼」（栖霞楼）が完成。現在の本館である「霽景楼（せいけいろう）」は1910年代に建設を開始し、1927年に増築、1932年に完成した。これは構造は鉄筋コンクリート造であったが、外観は木の柱を露出させその間にレンガ壁を組んだハーフティンバー工法で、淀川を見渡すテラスが備えられていた。内部はがっしりとしたイギリス風の調度がそなえられていた。

### 保存運動

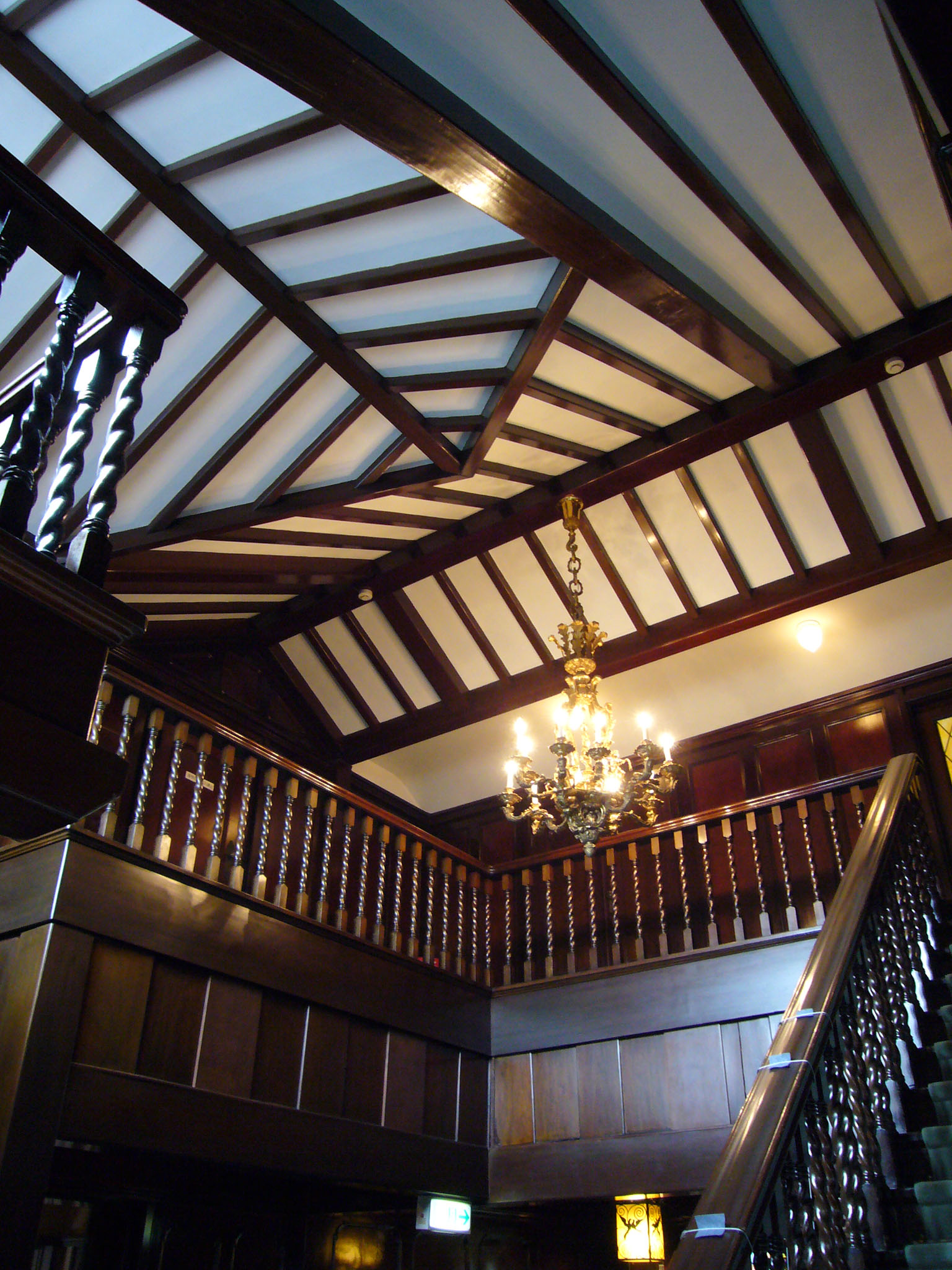
山荘本館内部

山荘は後に加賀家の手を離れ、様々な所有者の手に移り一時は会員制レストランなどに再利用されるが年々老朽化が進み、バブル経済末期には建設業者が買収し、一帯を更地としマンションを建てる開発計画を立てた。天王山の横腹に大きなマンション群が林立し景観が一変することに反対する地元住民は山荘の価値を見直し、山荘と周囲の森林の保全を訴えた。これが大山崎町や京都府を動かし、さらに当時の知事荒巻禎一の友人だったアサヒビールの社長樋口廣太郎が知事の申し出に応じて企業メセナ活動として保存に協力することになった。1954年、病床にあった加賀は、創立に参加したニッカウヰスキーの株式をすべて、自らの方針に賛同してくれたアサヒビールに譲渡し、ニッカはアサヒビールの連結子会社になっていた。さらにアサヒビール初代社長の山本為三郎と加賀正太郎は交友があり、両者の縁が深かったことが幸いした。
こうして土地は京都府や大山崎町などが業者から買い取り、山荘はアサヒビール運営の山本コレクションの美術館となることが決まり、後には安藤忠雄が建築設計・監修に選ばれた。山荘の建物や内装は建設当時のクラシックな姿に修復される一方、山荘に付属する形で廊下で結ばれたシリンダー状の新展示室は、周囲の自然環境や山荘の落ち着いた調和を乱さぬよう、地下に計画された。階段状の廊下はガラス張りで光があふれ、階段を下りた薄暗い地下にある展示室は光量を落とされ静謐な空間となっている。円形シリンダーの中央には四角い部屋が設けられ、天窓から自然光が降り注ぐ。
保存・修復された山荘は、1996年に美術館として開館した。以来多くの観光客を受け入れている。

## 施設・展示

### コレクション、企画展

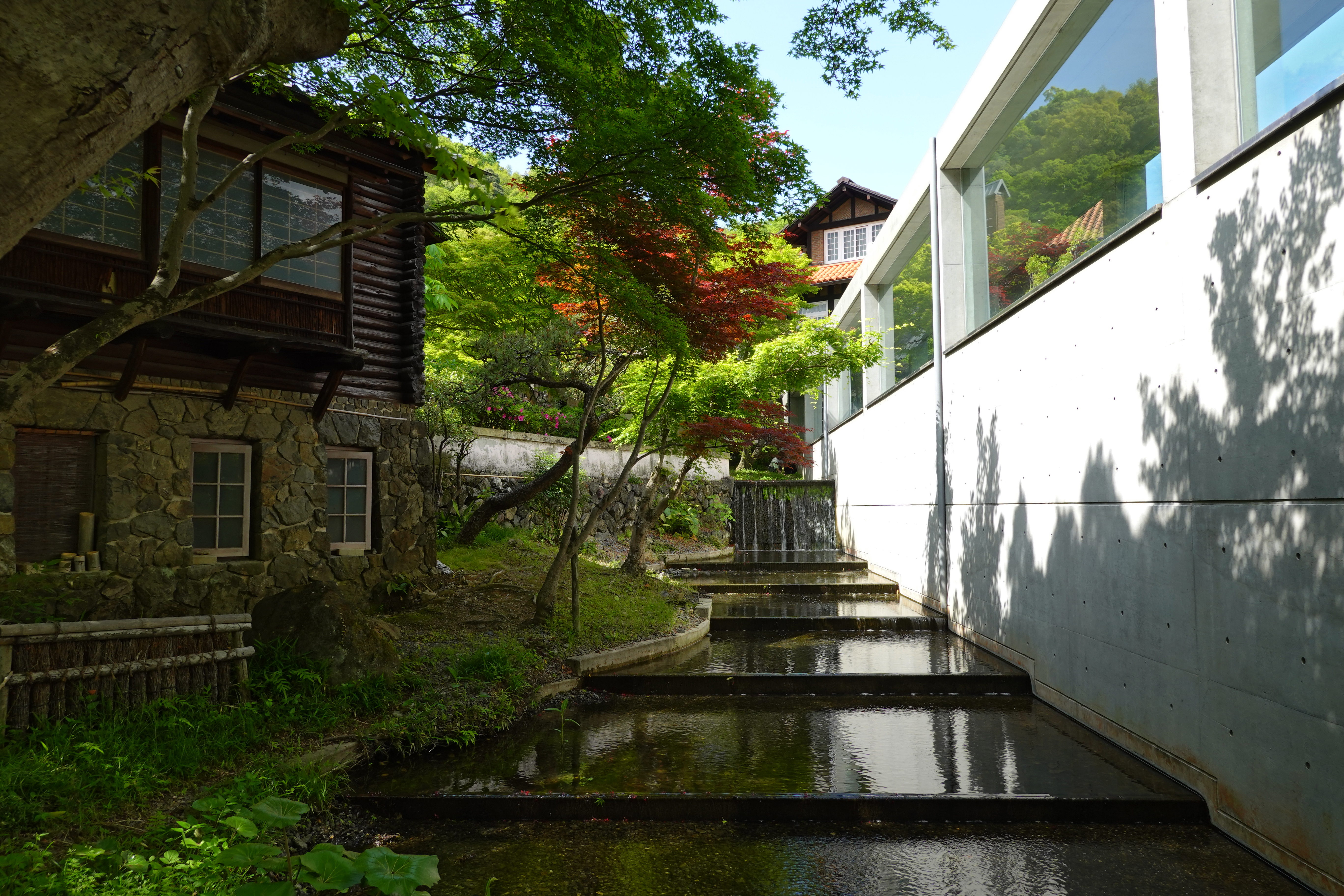
地中館外観（右）、橡の木茶屋（左）

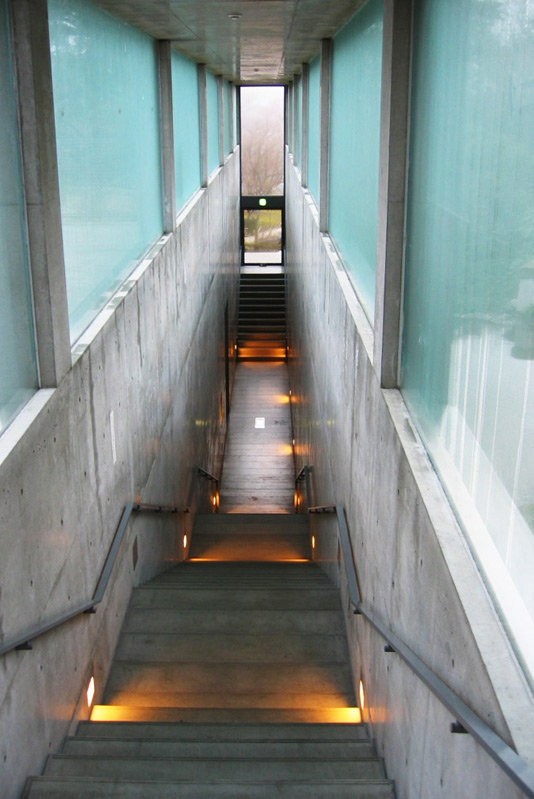
地中館への通路

実業家の山本為三郎は1893年に大阪で生まれ、後にホテル経営（後のリーガロイヤルホテル）をまとめる一方、芸術家の支援も行った。特に日本民藝運動とは関係が深く、それにまつわる作家の美術作品や、彼らが手本とした古い生活雑器、古美術品の収集も行い、大阪の北の三国にはこれらの作品を収めた邸宅・三国荘があった。また近現代の西洋美術なども収集しており、これが美術館のもう一つのコレクションの柱となっている。
現在は民藝運動関係作品が山荘に、『睡蓮』他の絵画作品が地下展示室に展示されている。これが季節ごとに展示換えされるほか、これらのコレクションから受けた印象をもとに現代美術作家が制作を行い、展示を行う企画展や、来館者を相手にしたワークショップなども精力的に行われている。
- 本館 - 1階には展示室1・2と山本記念展示室、ミュージアムショップ、2階には展示室34、喫茶室、テラス（2か所）がある。
- 地中館「地中の宝石箱」 - 安藤忠雄設計。モネの『睡蓮』などを展示。
- 山手館「夢の箱」 - 安藤忠雄設計。現代美術を展示。
- 屋外展示 - バリー・フラナガン『ボールをつかむ鉤爪の上の野兎』（庭園内）、フランソワ＝グザヴィエ・ラランヌ『新しい羊たち』（栖霞楼近く）

### カフェ
テラスに面した部屋は、淀川や京都盆地を見下ろすカフェになっている。ケーキは大阪のリーガロイヤルホテルから運ばれてくる焼き菓子が中心。
ドリンクにはアサヒビールのスーパードライもあり、雄大な景色を眺めながらビールを嗜むことが出来る。

### その他
ミュージアムショップはモネの『睡蓮』をあしらったバッグ・手帳などアイテムが豊富である。また、山荘の外は大きな庭園となっており、周囲をめぐる散歩道がある。

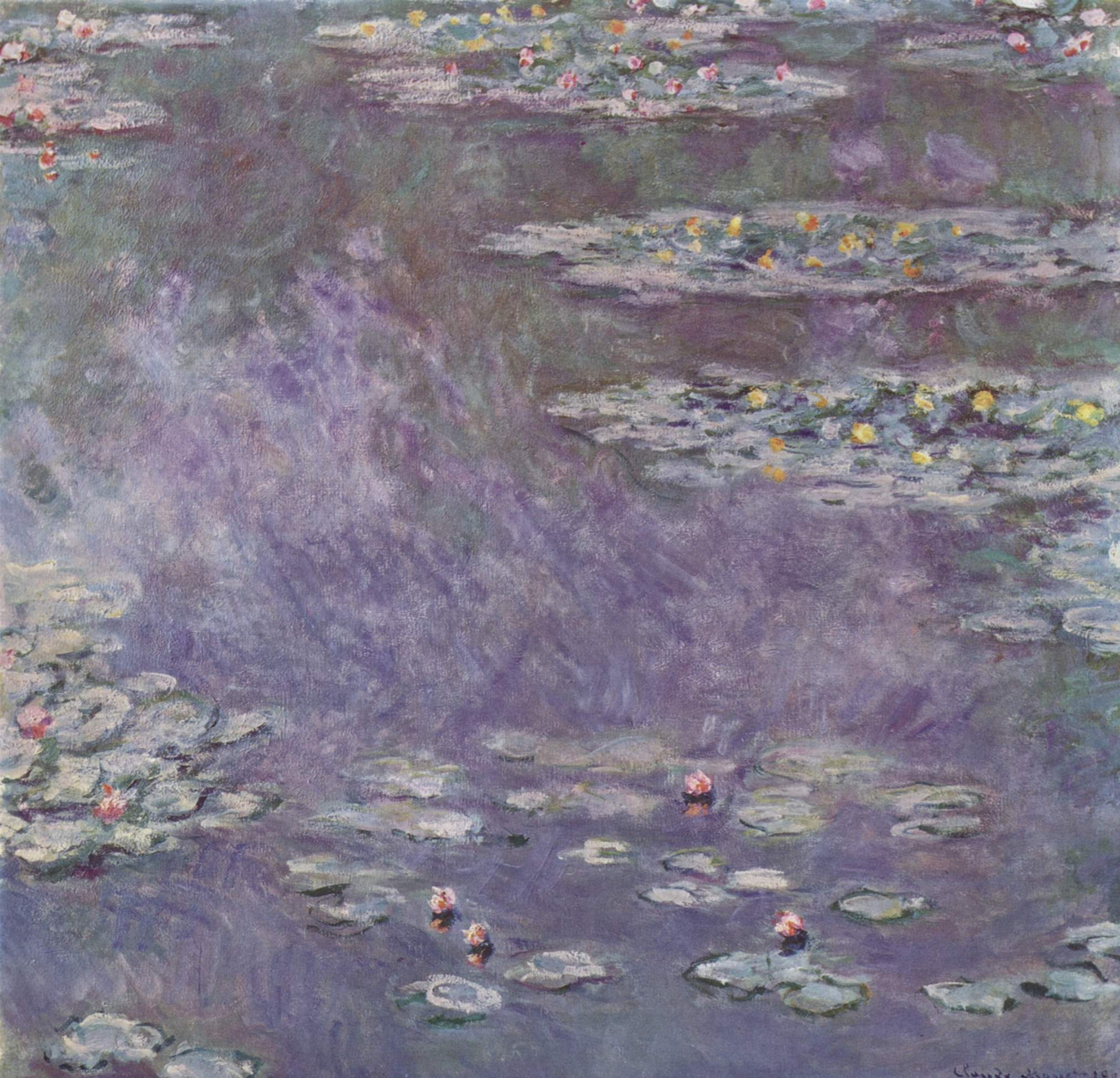
モネ 睡蓮 1907年
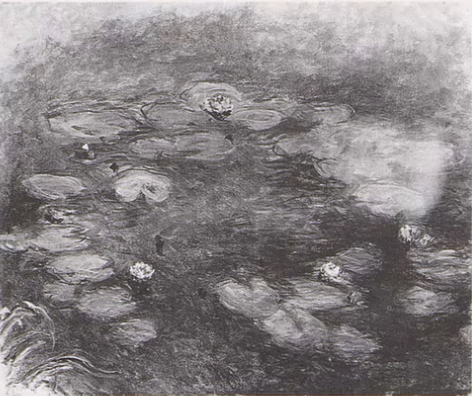
モネ 睡蓮 1914-17年
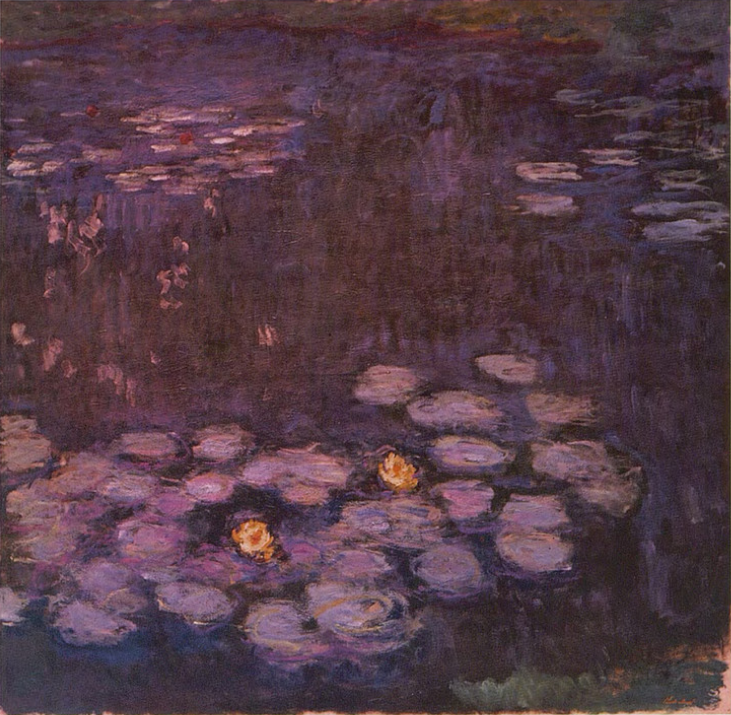
モネ 睡蓮 1914-17年
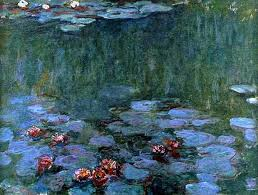
モネ 睡蓮 1914-17年
モネ 睡蓮 1914-17年

## 文化財

### 国の登録有形文化財
- 本館[2]
- 栖霞楼[3] （白雲楼） - 1915年竣工、非公開
- 琅玕洞[4] - 昭和前期竣工、山荘入口のトンネル
- 旧車庫[5] - 昭和前期竣工、現・レストハウス
- 橡の木茶屋[6] - 昭和前期竣工、非公開
- 彩月庵[7]  - 昭和前期竣工、非公開

琅玕洞・旧車庫・栖霞楼の所有者は京都府、他の3棟の所有者はアサヒビール株式会社。

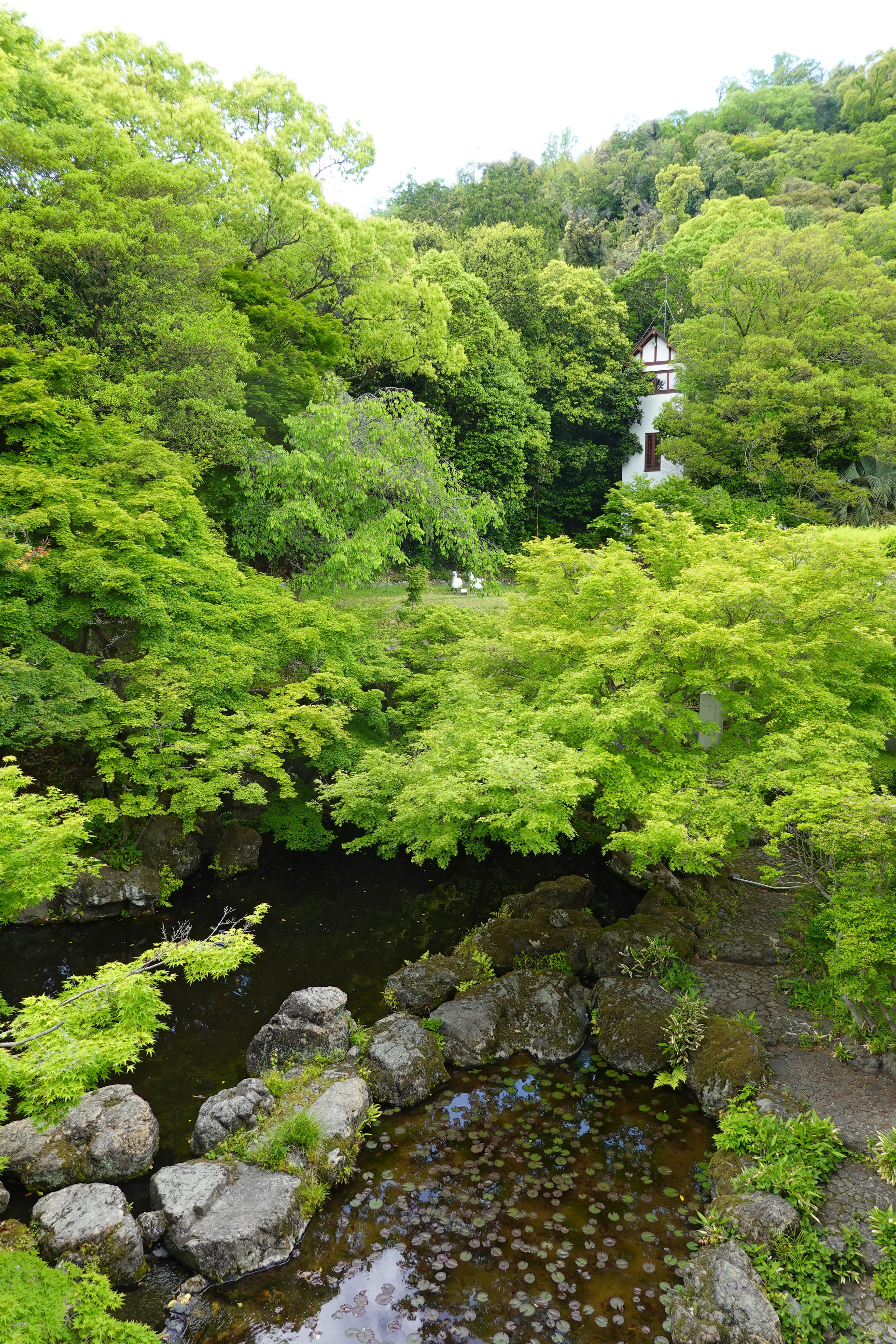
栖霞楼
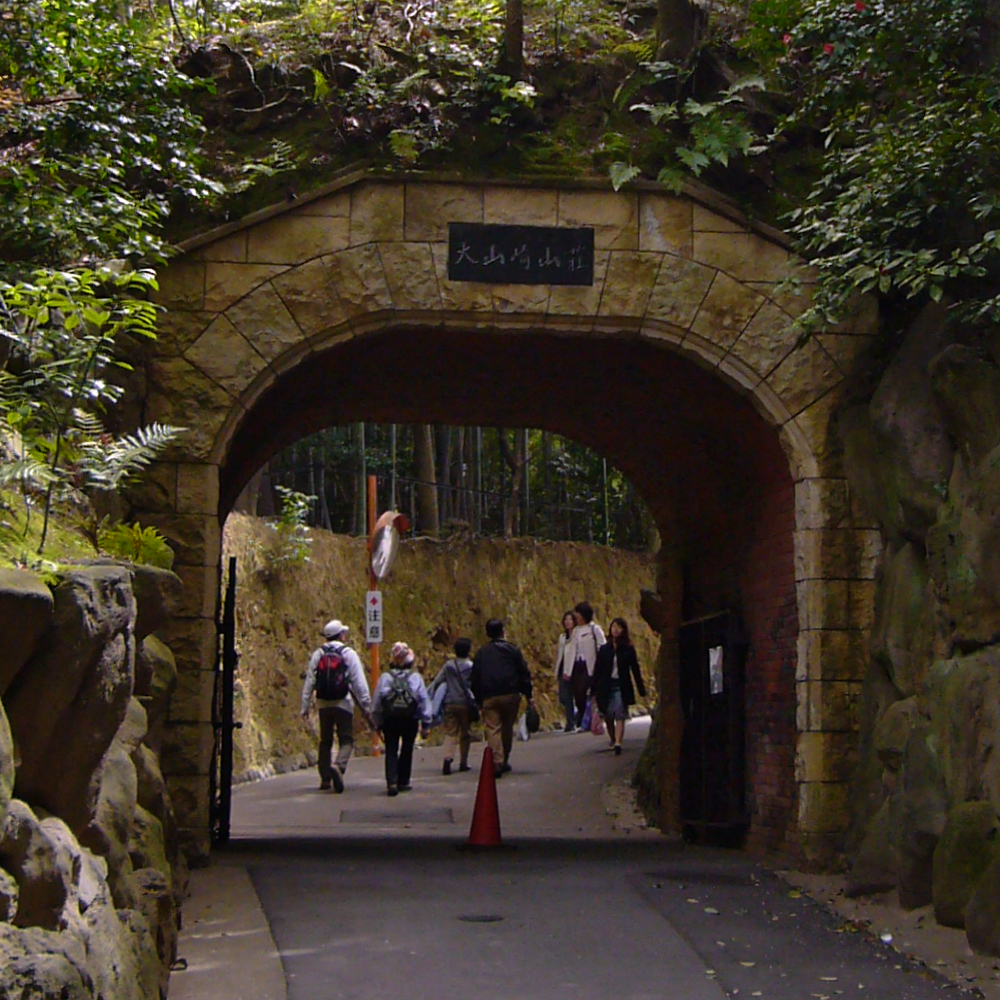
琅玕洞
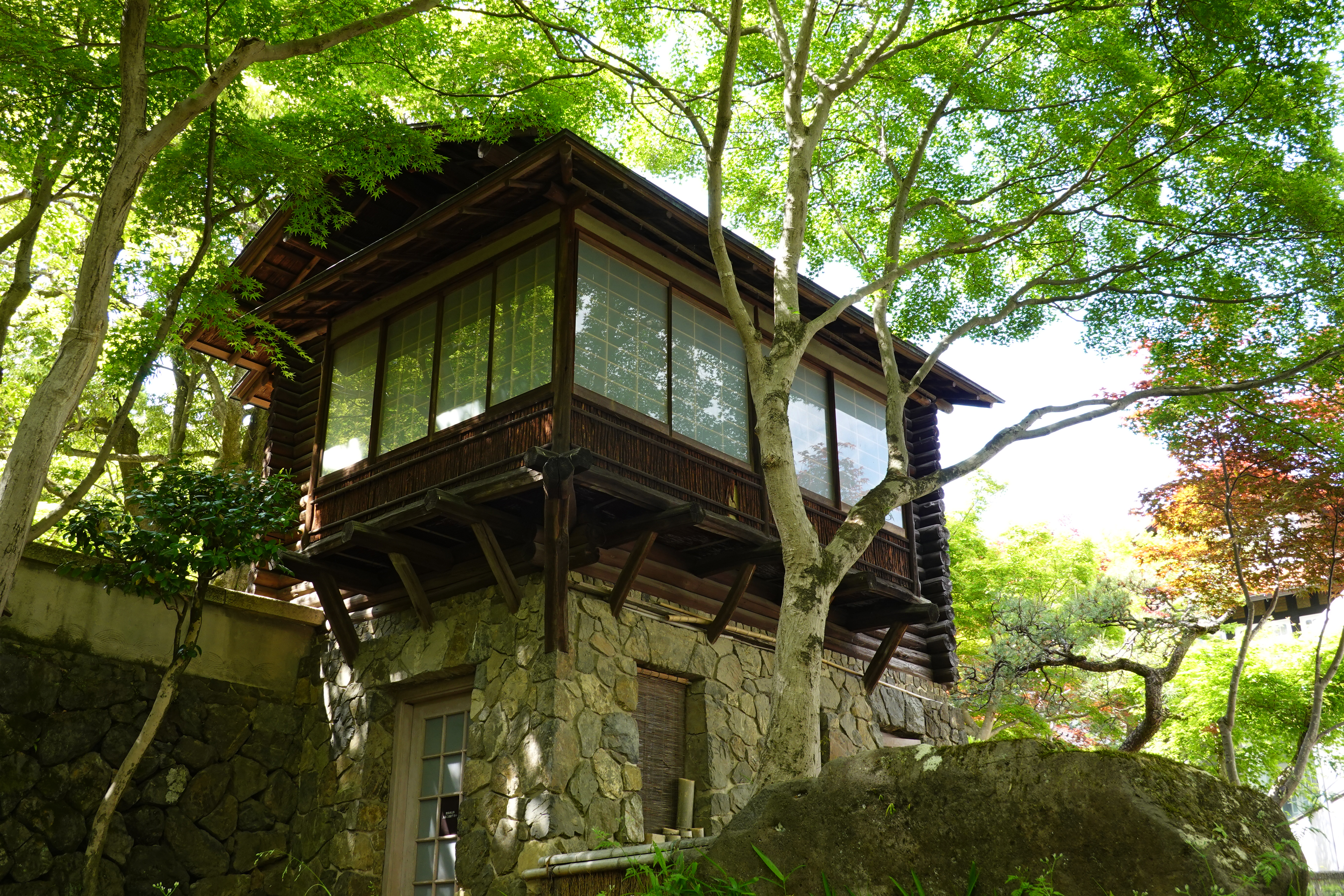
橡の木茶屋
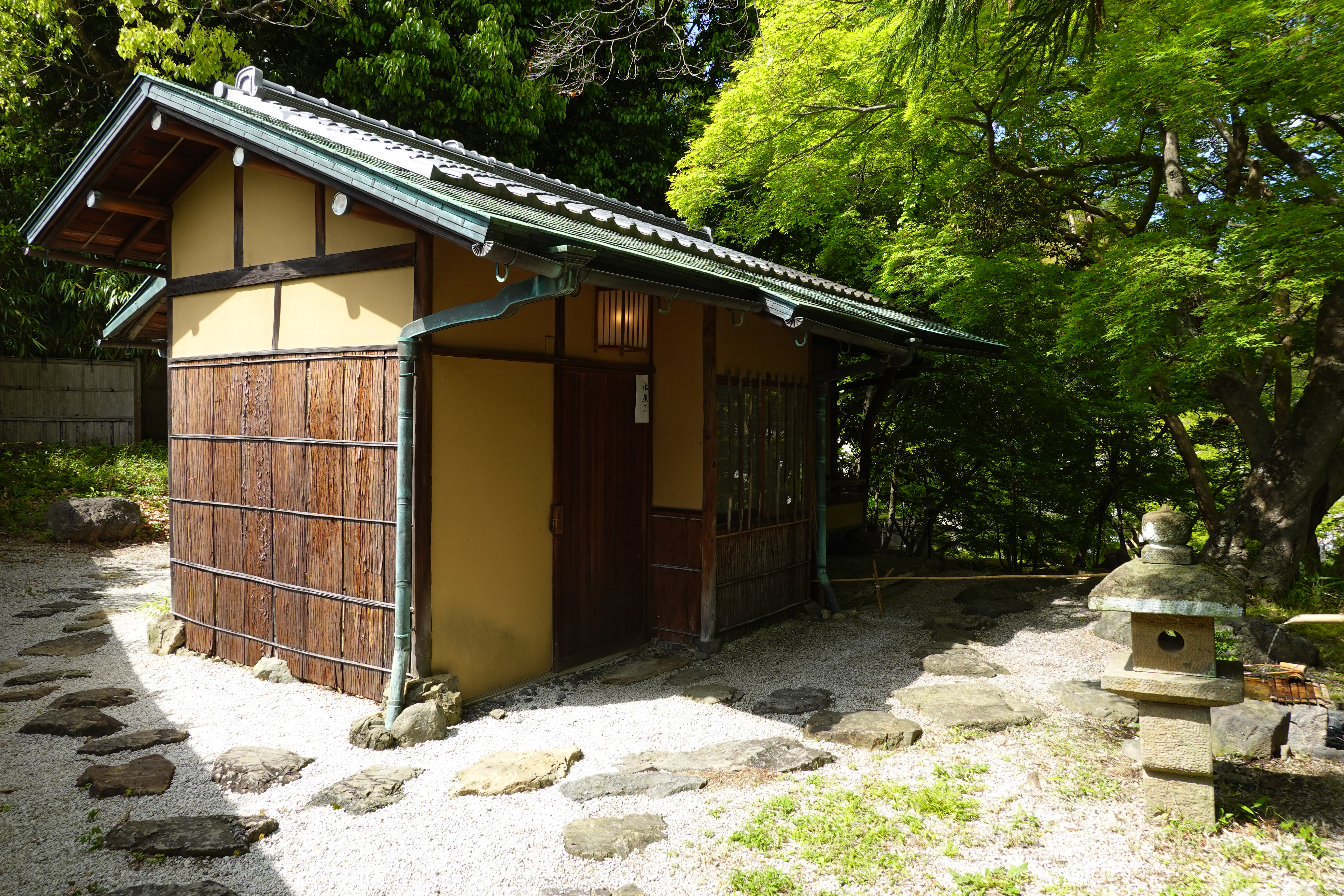
彩月庵

## 周囲・交通
JR西日本JR京都線の山崎駅からも、阪急京都線大山崎駅からも徒歩10分と駅から徒歩圏内にある。ただし美術館までの勾配がきついため、駅と美術館を往復する送迎バスも利用できる。駐車場はない。
周囲は宝積寺や山崎聖天などの社寺が多く桜の時期は特に美しい。また天王山登山コースの途中にもあるため、ハイキングで建物を見に来る来館者も多い。